# Friedrich Marian
Friedrich Marian (* 21. Mai 1817 in Böhmisch Kamnitz; † 24. November 1869 in Brünn) war ein böhmischer Chemiker.
Er studierte drei Jahre an der Karls-Universität Prag und dann an der Technischen Universität Prag. Von 1853 bis 1867 war er Lehrer an einer Realschule in Loket und arbeitete an der Zucker-Raffination. Von 1867 bis 1869 war er Professor für chemische Technologie an der Universität Brünn.